# Mohsen Tanabandeh
Mohsen Tanabandeh (en persan : محسن تنابنده), né le 15 avril 1975 à Téhéran (Iran), est un acteur, réalisateur et scénariste de cinéma et de télévision iranien.

## Biographie
Mohsen Tanabandeh étudie le théâtre à la faculté d'art et d'architecture de l'université Shahid Beheshti. Il commence à jouer au théâtre en 1992 et apparait dans son premier film cinématographique en 2001.

## Filmographie

### Comme acteur
- 2003 : Danehaye rize barf d'Alireza Amini
- 2005 : Quelques kilos de dattes pour un enterrement de Saman Salur
- 2006 : Hors jeu de Jafar Panahi
- 2007 : Child of Opium de Majid Javanmard
- 2008 : Zamani baraye doost dashtan d'Ebrahim Forouzesh
- 2008 : A Petition for Allah d'Alireza Amini
- 2010 : Seven minutes to Autumn d'Alireza Amini
- 2010 : Saint Petersburg (en) de Behrouz Afkhami (en)
- 2010 : Sang-e aval d'Ebrahim Forouzesh
- 2011 : Nadarha de Mohammad Reza Arab
- 2014 : Lamp 100 de Saeed Aghakhani
- 2015 : Muhammad: The Messenger of God de Majid Majidi
- 2015 : Iran Burger de Masoud Jafari Jozani
- 2017 : Ferrari d'Alireza Davoudnejad
- 2018 : Rona, Azim's Mother (en) (Rona, Madar-e Azim) de Jamshid Mahmoudi
- 2020 : Puff Puff Pass de Saman Salur
- 2021 : Un héros d'Asghar Farhadi
- 2022 : Jang-e jahani sevom de Houman Seyyedi

### Comme réalisateur
- 2015 : Guinness
- 2018 : Ghasam (swear)

## Récompenses et distinctions
| Année | Prix                                                 | Catégorie                                 | Travail nommé                          | Résultat   |
| ----- | ---------------------------------------------------- | ----------------------------------------- | -------------------------------------- | ---------- |
| 2020  | 20e Prix Hafez                                       | Meilleur acteur                           | Paytakht 6                             | Lauréat    |
| 2019  | 37e Festival du film de Fajr                         | Meilleur scénario                         | Ghasam (jure)                          | Nomination |
| 2018  | 18e Prix Hafez                                       | Meilleur scénariste                       | Paytakht 5                             | Lauréat    |
| 2017  | 35e Festival du film de Fajr                         | Meilleur acteur                           | Ferrari                                | Lauréat    |
| 2017  | 5e Festival du film de la ville                      | Meilleur acteur                           | Ferrari                                | Lauréat    |
| 2015  | 15e Prix Hafez                                       | Meilleur scénariste                       | Paytakht 3                             | Lauréat    |
| 2015  | 33e Festival du film de Fajr                         | Meilleur acteur                           | Iran Burger                            | Nomination |
| 2014  | 14e Prix Hafez                                       | Meilleur acteur                           | Shahgoosh                              | Lauréat    |
| 2012  | 2e festival télévisé Jame-Jam                        | Meilleur acteur                           | Paytakht 1                             | Lauréat    |
| 2011  | 29e Festival du film de Fajr                         | Diplôme honorifique                       | Nadarha                                | Lauréat    |
| 2011  | 29e Festival du film de Fajr                         | Meilleur acteur complémentaire            | Nadarha                                | Nomination |
| 2010  | 28e Festival du film de Fajr                         | Meilleur acteur                           | Sang-e aval et Haft Daghigheh ta Paeez | Lauréat    |
| 2008  | 26e Festival du film de Fajr                         | Meilleur scénario                         | Estesh'hadi baraye khoda               | Nomination |
| 2008  | 26e Festival du film de Fajr                         | Meilleur acteur complémentaire            | Une pétition pour Allah                | Lauréat    |
| 2019  | 1er Festival et marché international du film Diorama | Golden Sparrow - Meilleur acteur masculin | Rona, la mère d'Azim'                  | Lauréat    |